# 바실리스크도마뱀
바실리스크도마뱀(common basilisk) 또는 예수도마뱀(Jesus Christ lizard)은 태평양과 카리브해 사이의 중앙아메리카 코스타리카에 습한 숲 물가에서 서식하는 파충류이다. 밝은 초록색 몸을 가진 도마뱀과의 동물로 몸길이가 최대 80센티미터까지 자란다. 다 자란 수컷은 머리에 큰 볏이 있고, 암컷은 볏이 없다. 노란색 눈을 가졌다. 등에는 지느러미가 있는데, 초록색, 흰색, 검은색 비늘이 서로 섞여있다. 이는 적을 위협하기 위함이다. 이 도마뱀은 평소에는 움직임이 적고 느리지만 사냥할 때는 굉장히 빠르다. 망고, 바나나같은 과일부터 쥐와 새까지 모두 먹는 잡식이다.
바실리스크도마뱀은 물위를 달리거나 잠수도 하며, 헤엄도 굉장히 잘 친다. 마치 뱀과 같은 모양으로 꿈틀거리며 물 속을 헤집고 다닌다. 물 속에서 자거나, 오랫동안 잠수를 하기도 한다. 오랫동안 잠수하는 원리는 에너지를 최대한 보존해 놓는 것이다. 이 도마뱀은 새와 같은 천적으로부터의 위험을 피하기 위해 잠수를 한다.
• 이름의 기원
이 도마뱀이 '바실리스크'라는 괴물의 이름을 갖게 된 이유는 눈을 보면 죽거나 돌이 된다고 하여 유럽인들이 몹시 두려워했기 때문이다. 즉, 그 괴물과 도마뱀의 모양은 매우 흡사하게 보였던 것이다. 또 다른 이름은 예수도마뱀인데, 물 위를 걷는 예수의 모습을 본떠 이름을 지었다.
• 바실리스크도마뱀이 물 위를 달리는 모습
이 도마뱀이 물 위를 달리는 모습은 아주 빠르기 때문에 보통 카메라로 찍고 느리게 재생해도 거의 잘 보이지 않는다. 초고속 카메라(초고속카메라의 셔터 속도는 백만 분의 1초이다.)로 찍어야만 분석이 가능할 정도로 매우 빨리 달린다. 바실리스크도마뱀은 물 위를 달릴 때, 0.25초 만에 다섯 걸음을 뗀다. 1초면 스무 걸음을 걷는 것이다. 발이 물 속에 있는 시간은 대단히 짧다. 한 걸음인 약 0.05초 간격으로 물에서 발이 나오면서 반대쪽 발이 빠르게 움직인다. 물을 벅차고 나가며 앞으로 달려갈 수 있는 것이다. 따라서 물 속에 있는 건 발과 꼬리뿐이다.
• 물 위를 달릴 때 발생하는 힘
도마뱀이 달릴 때, 물과 상호작용하는 3가지 힘이 있다. 첫 번째로, 마찰력이다. 땅을 딛고 나아가는 것처럼 발이 수면에 닿아 물을 딛고 나아가는 원리이다. 발이 빠르게 물에 들어갈 때는 저항이 생긴다. 두 번째는 작용 반작용 법칙(뉴턴 운동 법칙)이다. 발이 물을 누르는 작용과 동시에 물이 발을 밀어내는 반작용이 도마뱀을 띄우는 것이다. 세 번째 힘은 부력이다. 공기 중에 있던 발이 물에 들어갈 때 공기와 함께 물에 들어간다. 이때, 발을 감싸고 있던 공기가 부레 역할을 하는 것이다. 따라서 이 힘들로 인해 몸이 가라앉지 않는다. 이 힘들은 모두 물 위를 강하게 딛고, 가라앉기 전에 다른 발을 움직일 때 발생한다.
물 위를 달릴 때 앞에서 보면, 다리를 넓게 벌리고 양 옆으로 다리를 뻗는 것처럼 보인다. 빠르게 달리기 위해서 마치 사람이 팔을 빠르고 크게 돌리는 것처럼 다리를 놀리는 것이다.
그런데 다리만으로 물 위를 달리는 것은 아니다. 뒷발도 돕는다. 뒷 발가락 전체에 비늘로 된 주름이 붙어있다. 평소에는 접혀있다가 물에 닿을 때만 펴진다. 이 주름 때문에 물과 발이 서로 닿는 면적이 넓어지고, 그에 따른 물의 저항이 커지는 것이다.

## 사진

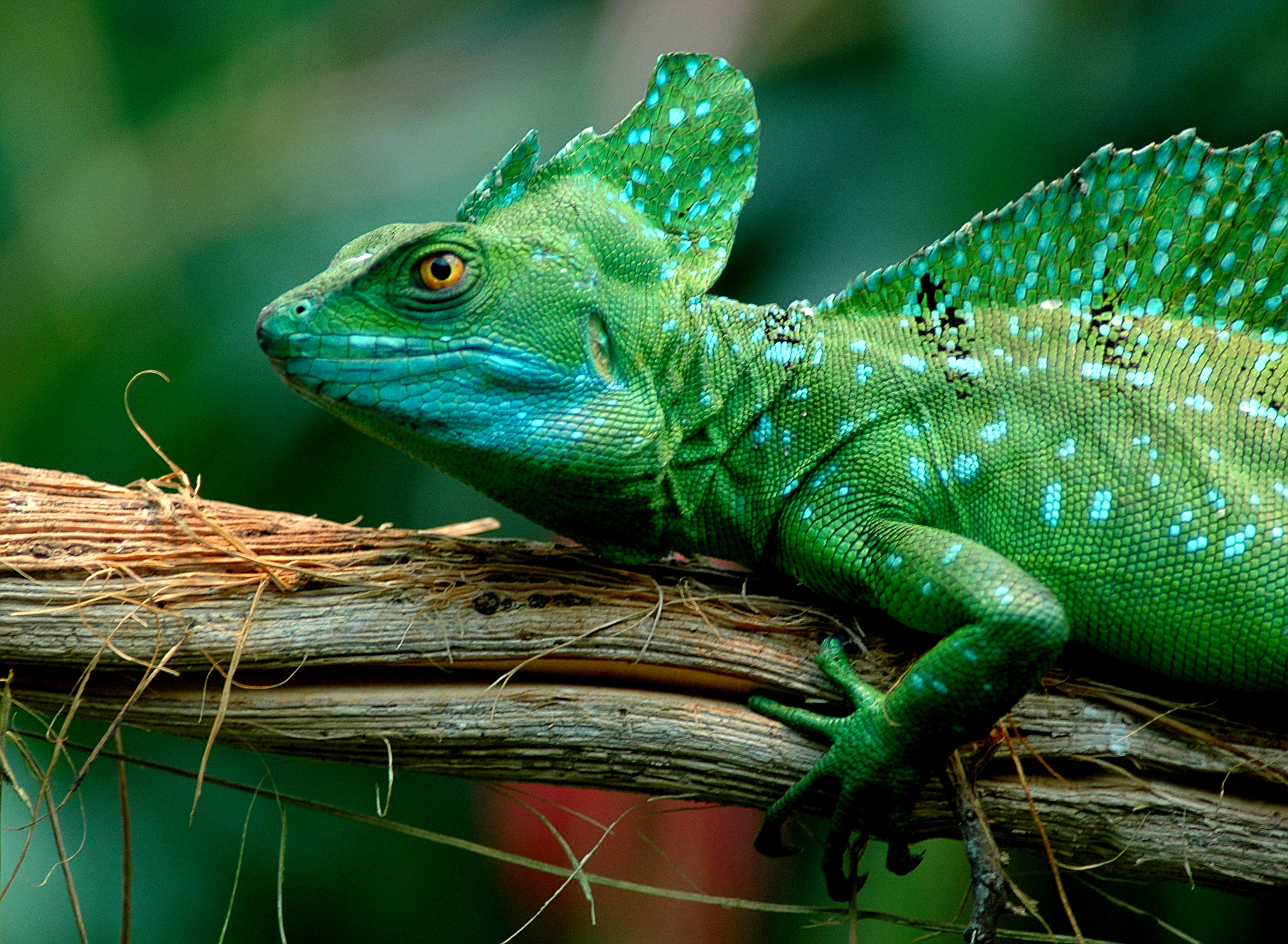
녹색바실리스크
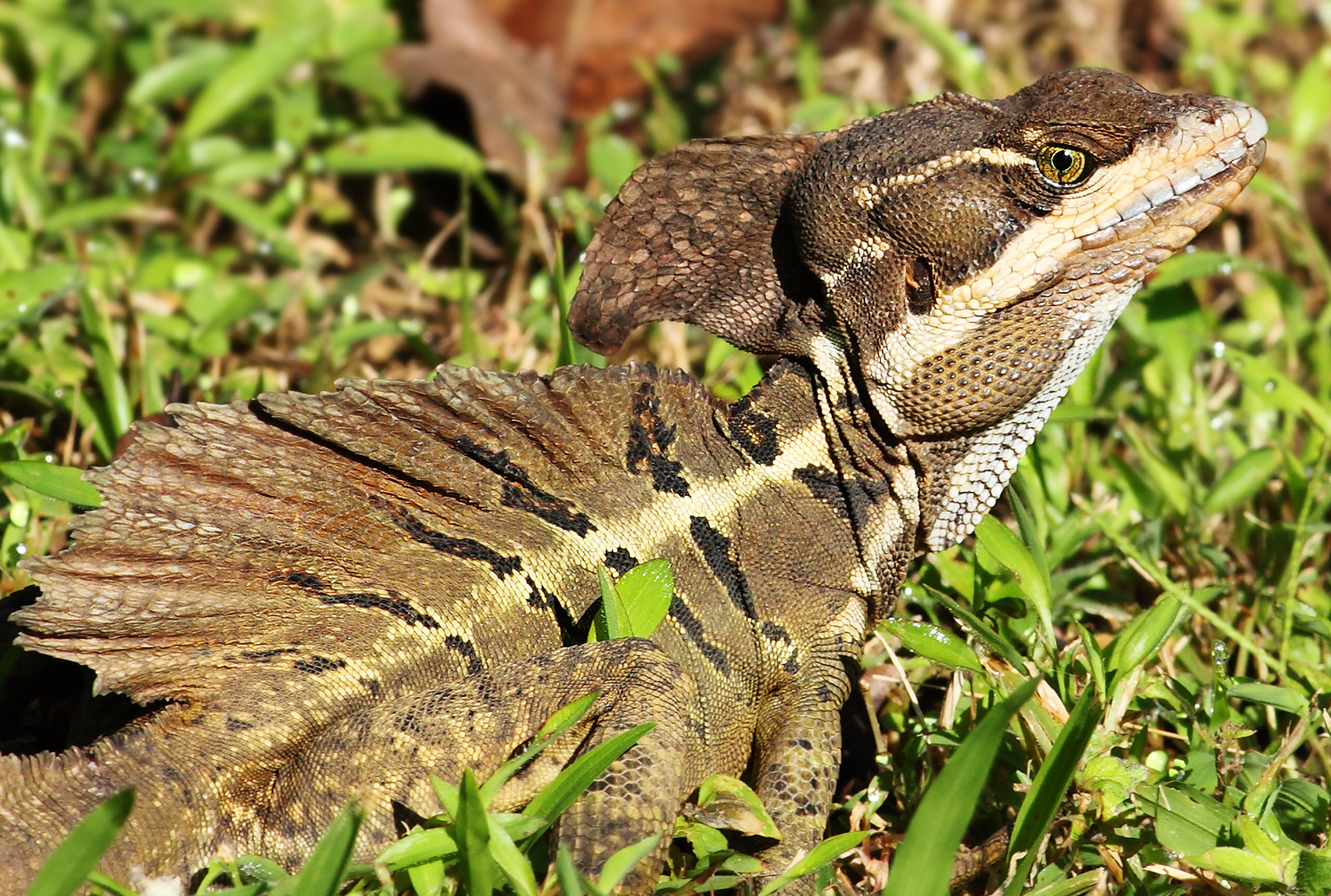
갈색바실리스크